# Скурпе
Скурпе (пол. Skurpie, нім. Skurpien) — село в Польщі, у гміні Плосьниця Дзялдовського повіту Вармінсько-Мазурського воєводства.
Населення — 350 осіб (2011).
У 1975-1998 роках село належало до Цехановського воєводства.

## Демографія
Демографічна структура станом на 31 березня 2011 року:
|          | Загалом | Допрацездатний вік | Працездатний вік | Постпрацездатний вік |
| -------- | ------- | ------------------ | ---------------- | -------------------- |
| Чоловіки | 178     | 41                 | 122              | 15                   |
| Жінки    | 172     | 39                 | 101              | 32                   |
| Разом    | 350     | 80                 | 223              | 47                   |